# Éditions Maurice Nadeau
 (juin 2025).
Motif : l'utilisateur qui a apposé ce bandeau n'a pas précisé le motif de la pose.
- Archive Wikiwix
- Bing
- Cairn
- DuckDuckGo
- E. Universalis
- Gallica
- Google
- G. Books
- G. News
- G. Scholar
- Persée
- Qwant
- (zh) Baidu
- (ru) Yandex
- (wd) trouver des œuvres sur Wikidata

| 1. | Préciser le motif de la pose du bandeau. | Précisez le motif de la pose du bandeau en utilisant la syntaxe suivante : {{admissibilité à vérifier\|date=juillet 2025\|motif=remplacez ce texte par le motif}}                            |
| 2. | Informer les utilisateurs concernés.     | Pensez à avertir le créateur de l'article, par exemple, en insérant le code ci-dessous sur sa page de discussion : {{subst:avertissement admissibilité à vérifier\|Éditions Maurice Nadeau}} |

 (juin 2025).
Pour les articles homonymes, voir Nadeau et Maurice Nadeau.
Les Éditions Maurice Nadeau sont une maison d'édition française fondée à Paris en 1976. Initialement nommée Les Lettres Nouvelles, du nom de la revue qu'il avait dirigée, la maison prend le nom de Maurice Nadeau,.
Le catalogue comprend des œuvres de fiction contemporaine, des essais et des textes traduits. Plusieurs auteurs publiés ont reçu une reconnaissance critique, dont J. M. Coetzee, Thomas Bernhard ou Michel Houellebecq. 
Depuis 2013, la direction est assurée par Gilles Nadeau. La maison continue de publier sous le nom Les Lettres Nouvelles – Maurice Nadeau.

## Historique
En 1976, Maurice Nadeau fonde une maison d’édition baptisée Les Lettres nouvelles, nom qu'il emprunte à la revue qu'il dirigeait depuis 1953. En 1984, la structure prend officiellement le nom d'Éditions Maurice Nadeau.
Elle publie des auteurs français et étrangers dans le domaine littéraire. En 2022, son catalogue comprend environ 200 titres.
Après le décès du fondateur en 2013, la direction est reprise par son fils Gilles Nadeau, assisté par Laure de Lestrange.

## Auteurs publiés
Depuis sa création, la maison a publié des écrivains français et étrangers. Parmi lesquels figurent notamment Michel Houellebecq, J. M. Coetzee, Thomas Bernhard, Walter Benjamin, Stig Dagerman, Leonardo Sciascia, ainsi que des écrivains francophones comme Jean Métellus, Tiphaine Samoyault ou Zoé Bruneau. Le catalogue comprend également des auteurs moins médiatisés, actifs dans les domaines de la poésie, de l'essai ou du récit.

## Auteurs distingués
Parmi les auteurs publiés, plusieurs ont reçu des prix littéraires notables. L'écrivain sud-africain J. M. Coetzee, prix Nobel de littérature en 2003, a été publié par la maison. En 2002, Soazig Aaron reçoit le prix Goncourt du premier roman pour Le Non de Klara.

## Prix littéraires
Plusieurs ouvrages publiés par les Éditions Maurice Nadeau ont été distingués par des prix littéraires. En 2024, Frédéric Joignot reçoit le prix littéraire 30 Millions d'Amis pour Zoographie. La même année, Sophie Képès obtient le prix Essai de la Fondation Charles Oulmont, sous l’égide de la Fondation de France, pour son ouvrage Désappartenir. 